# Contra: Legacy of War
Contra: Legacy of War est un jeu vidéo de tir à la troisième personne développé par Appaloosa Interactive et édité par Konami of America, sorti en 1996 sur Saturn et PlayStation.

## Synopsis
Le Colonel Bassad, dictateur d'un petit pays, est devenu une menace et rassemble une armée de soldats, de robots et de mutants extraterrestres. Bassad s'est allié à une entité extraterrestre inconnue dans sa quête de domination mondiale. Ray Poward ( présent dans Contra : Hard Corps) est déployé pour contrecarrer les plans de Bassad, accompagné de trois nouveaux membres de l'équipe Hard Corps : Tasha, une mercenaire ; CD-288, un robot ; et Bubba, un extraterrestre.
Après avoir atteint la forteresse montagneuse de Bassad, l'équipe le vainc dans sa capsule blindée, mais se retrouve entraînée dans son esprit pour une bataille finale. Une fois Bassad vaincu, ils sont téléportés vers l'entité extraterrestre, qui s'avère être une petite planète vivante. Après la destruction de cette dernière, l'équipe dérive dans l'espace, et un petit insecte extraterrestre survivant est aperçu en train de se cacher.

## Système de jeu
Chaque personnage se joue de manière identique, à l’exception du type d’armes qu’il manie et de sa vitesse de déplacement. Tous les personnages débutent avec une mitrailleuse et un lance-flammes, tandis que les deux emplacements d’armes restants sont réservés à un équipement spécifique à chaque personnage.
Le jeu adopte une perspective isométrique et, se déroulant en trois dimensions, il confronte le joueur à des ennemis venant de toutes les directions. De nouvelles mécaniques de jeu ont été ajoutées, notamment la possibilité de s’accroupir, de se déplacer latéralement (strafing) et une fonction de visée automatique pour attaquer les ennemis volants. La mécanique de saut a été légèrement modifiée : les personnages n’exécutent plus les sauts périlleux serrés qui étaient une caractéristique des opus précédents depuis la version arcade du Contra original.
Le jeu permet de sauvegarder la progression sur une carte mémoire.

## Développement
Le jeu a été présenté pour la première fois lors de l'Electronic Entertainment Expo de 1996, où Konami a distribué des lunettes 3D aux participants pour leur permettre de percevoir l'effet tridimensionnel. Cependant, cette initiative a rencontré un accueil mitigé, certains journalistes présents qualifiant la fonctionnalité 3D de « gadget » sans réelle amélioration des graphismes du jeu.
Alors que le développement du jeu était achevé à 80 %, Electronic Gaming Monthly a rapporté que Randy Severin, chef de produit senior chez Konami, exprimait des réserves quant à l’état actuel du jeu. Il estimait notamment que certains niveaux étaient trop lumineux et colorés, et que certains boss manquaient de menace. Le mois suivant, une version quasi finalisée du jeu a été dévoilée, incorporant de nombreux ajustements, notamment dans la palette de couleurs, la vitesse, l’intelligence artificielle des ennemis et les graphismes.

Comme la plupart des jeux d’action en 32 bits, Contra: Legacy of War utilise des environnements construits à partir de polygones texturés.